# Morning Glory (1933)
Morning Glory is een Amerikaanse romantische dramafilm uit 1933 onder regie van Lowell Sherman. De film is gebaseerd op een nooit geproduceerd toneelstuk van Zoë Akins en heeft Katharine Hepburn in de hoofdrol.

## Verhaal
Eva Lovelace trekt van het platteland naar New York in de hoop carrière te maken als actrice op Broadway. Ze heeft slechts ervaring in goedkope producties van de vaudeville, maar hoopt met haar acteertalent en charme een rol te bemachtigen in een groots opgezet toneelstuk. Tijdens haar auditie maakt ze kennis met snobistische actrices en komt ze tot de schrikbarende ontdekking dat ze het voor de hoofdrol in een toneelstuk moet opnemen tegen superster Rita Vernon. Eva weet de producer Louis Easton niet te imponeren, omdat hij zijn zinnen heeft gezet op Rita. Meer indruk maakt ze op Hedges, een acteercoach die haar besluit te trainen.
Niet veel later ontmoet ze Joseph Sheridan, die haar een kleine rol geeft in een Broadwayproductie. Sheridan was het niet eens met de casting van Rita, omdat zij in zijn ogen niet genoeg talent heeft voor een serieus toneelstuk. Meer interesse heeft hij in Eva. Zij heeft echter geen behoefte aan een kleine rol in het toneelstuk en slaat het aanbod af. Op aandringen van Hedges woont ze wel het premièrefeest bij, waar de alcohol rijkelijk vloeit en ze uiteindelijk dronken een akte van Shakespeare naspeelt. Sheridan is onder de indruk, maar Easton wil nog steeds niets van Eva weten. De volgende morgen geeft Easton toe dat hij het bed heeft gedeeld met Rita en nu van haar af wil komen. Sheridan geeft daarop toe verliefd te zijn op Eva, maar zij heeft het gezelschap al verlaten.
Enkele maanden later opent het nieuwe toneelstuk van Sheridan, waar tot zijn ongenoegen Rita ook de hoofdrol in heeft. Vlak voor de première eist Rita echter een te hoog salaris, waardoor ze acuut wordt ontslagen. Eva wordt op het laatste moment aangesteld als haar vervangster en wint het publiek voor zich. Na de show wijst ze Sheridans hand af om haar liefde aan Easton te verklaren, maar Easton is niet geïnteresseerd. In de eindscène bevindt Eva zich in haar kleedkamer en maakt haar eenzame gevoelens kenbaar.

## Rolverdeling
| Acteur                | Personage       |
| --------------------- | --------------- |
| Katharine Hepburn     | Eva Lovelace    |
| Douglas Fairbanks jr. | Joseph Sheridan |
| Adolphe Menjou        | Louis Easton    |
| Mary Duncan           | Rita Vernon     |
| C. Aubrey Smith       | Hedges          |

## Achtergrond
Katharine Hepburn had pas net furore gemaakt in haar carrière en had via haar contract eigen zeggenschap over haar producties. Hoewel ze geen persoonlijke fan was van schrijfster Zoë Akins, was Hepburn enthousiast om in haar toneelstukverfilming te verschijnen. Aanvankelijk zou Constance Bennett aangesteld worden in de hoofdrol, maar Hepburn eiste deze op. Het personage van Eva Lovelace was gebaseerd op Tallulah Bankhead, maar Hepburn, die niet dol was niet Bankhead, eiste veranderingen aan het script zodat haar eigen persoonlijkheid meer overeenkwam met Eva. Hepburn gebruikte actrice Ruth Gordon als inspiratie voor haar personage.
De film werd op chronologische wijze opgenomen op achttien dagen tijd. Hepburn genoot een grote lofzang voor haar vertolking van Eva Lovelace en werd bekroond met haar eerste Oscar. In een later interview vertelde de actrice dat ze niet meer is gegroeid als actrice sinds deze film.
De film werd op 1958 opnieuw gemaakt onder de titel Stage Struck, met Henry Fonda en Susan Strasberg in de hoofdrollen.

## Prijzen en nominaties
| Jaar | Prijs          | Categorie     | Genomineerde(n)   | Uitslag  |
| ---- | -------------- | ------------- | ----------------- | -------- |
| 1934 | Academy Awards | Beste Actrice | Katharine Hepburn | Gewonnen |